# Дергач Леонід Валентинович
Леонід Валентинович Дергач (нар. 24 березня 1979, с. Зарожани, Хотинський район, Чернівецька область, УРСР — 1 лютого 2017, м. Авдіївка, Донецька область, Україна) — український правоохоронець і військовослужбовець, кандидат юридичних наук, викладач ЧНУ ім. Юрія Федьковича, старший лейтенант (посмертно) Збройних сил України, учасник російсько-української війни, позивний «Академік».

## Життєпис
Народився 1979 року в селі Зарожани Хотинського району Чернівецької області. Навчався у Зарожанській загальноосвітній школі. Батько свого часу служив у Балтійському флоті.
2000 року закінчив з відзнакою слідчо-криміналістичний факультет Національної академії внутрішніх справ (м. Київ). Мешкав у Чернівцях. З 2001 по 2003 працював в Управлінні по боротьбі з організованою злочинністю (УБОЗ) Управління МВС України у Чернівецькій області. Одружившись, виїхав за кордон.
З 2006 — викладач кафедри правосуддя юридичного факультету Чернівецького національного університету імені Юрія Федьковича — асистент кафедри, у подальшому доцент кафедри: ОКР «Бакалавр» — лекції та семінарські заняття з нормативного курсу «Кримінальне процесуальне право України» та практичні заняття з курсу «Складання процесуальних документів з кримінальних справ»; ОКР «Спеціаліст» — лекції зі спецкурсу «Актуальні питання кримінального процесу», наукове керівництво написанням студентами дипломних робіт.
У 2011 здобув науковий ступінь кандидата юридичних наук, захистивши кандидатську дисертацію на тему «Розслідування вимагань, вчинених організованими злочинними групами, у сучасних умовах». Очолив юридичну клініку при юридичному факультеті ЧНУ, яка надавала безоплатну правову допомогу малозабезпеченим верствам населення.
Кандидат у майстри спорту України з пауерліфтингу. Також займався волейболом, грав у футбол разом зі своїми студентами.

### Бойовий шлях
У зв'язку з російською збройною агресією проти України 25 січня 2015 призваний за частковою мобілізацією. Після підготовки на Яворівському полігоні з березня 2015 по 1 лютого 2017 року проходив військову службу у 72 окремій механізованій бригаді, на посадах помічника гранатометника, командира відділення, командира взводу. Пройшов спецкурс й отримав звання лейтенанта. Після демобілізації восени 2016 підписав контракт і продовжив боронити Батьківщину на фронті на посадах виконуючого обов'язки командира роти, командира роти.
Лейтенант, командир 9-ї механізованої роти 3-го механізованого батальйону 72-ї окремої механізованої бригади, в/ч А2167, м. Біла Церква.
З березня 2015 по червень 2016 та з жовтня 2016 по лютий 2017 брав участь в антитерористичній операції на Сході України. Отримав позивний «Академік».
Воював у районі міста Волноваха, сіл Петрівське (ВОП «Куба»), Старогнатівка, Гранітне Волноваського району; сіл Біла Кам'янка, Новоласпа Бойківського району. Особисто розробив план захоплення панівної висоти поблизу Вікторівки — взвод «Академіка» стояв на лівому фланзі бригади, коли противник намагався вклинитися між його 9-ю ротою і 1-м батальйоном, підрозділ зробив проходи в мінних полях, за якими пройшли його бійці і вибили фланг противника. Операцію проведено без втрат, згодом там облаштували нову позицію «Наглий». Двічі був поранений: влітку 2016 на позиції "Куба" і восени 2016 поблизу Верхньоторецького. Перший раз його сильно контузило, вибухова хвиля пошкодила ребра, він зламав ліву руку. А вдруге під час бою знову поламав ребра, пошкодив пальці, їх довелося зшивати. Після лікування повернувся на фронт. На передовій навчав молодих бійців, які прибували в зону антитерористичної операції. На перевиховання Дергачу відправляли і бійців, у яких були проблеми з дисципліною та алкоголем («аватарів»).
Прийнявши командування ротою, грамотно організував оборону на своїх позиціях так, що противник не міг навіть голови висунути. У жовтні 2016 року, поблизу смт Верхньоторецьке Ясинуватського району, підрозділ лейтенанта Дергача протягом кількох годин вів бій з трьома диверсійними групами противника, які атакували позиції українських військових з трьох напрямків, пройшовши балкою між ВОПом Леоніда Дергача та сусідньою позицією. Після того бою противник двічі приходив забирати своїх вбитих - в той час як завдяки грамотно організованій обороні підлеглі Леоніда Дергача всі залишились цілі. З жовтня до кінця січня 2017 цей напрямок був під пильним контролем "Академіка", і тут було тихо. За мужність, відвагу, особисту доблесть та військову майстерність командування неодноразово представляло лейтенанта до державних нагород. 29 січня 2017, через посилення бойової активності терористів в районі Авдіївки, підрозділ Дергача перевели на захист авдіївської промзони, — на допомогу 1-му батальйону.
Загинув Леонід у бою 1 лютого 2017 року, близько 7:10, від численних осколкових поранень внаслідок артилерійського обстрілу російсько-терористичними угрупуваннями ротного опорного пункту біля «Царської Охоти» в промзоні міста Авдіївка Донецької області. Того ж дня на позиції «Шахта Бутівка» загинув солдат Роман Бублієнко.
3 лютого з командиром 9 роти, кандидатом юридичних наук Леонідом Дергачем прощались на Майдані Незалежності в Києві. Коли тіло везли через Хмельниччину до Чернівецької області, вночі на мосту через Дністер люди зробили коридор зі свічок, і по ньому пронесли Леоніда на руках. 4 лютого пройшло прощання у Чернівцях, в палаці «Юність Буковини». Похований на кладовищі рідного села Зарожани.
В рідних Зарожанах залишились батьки Алевтина Іванівна і Валентин Леонідович, у Чернівцях — молодша сестра Олена Валентинівна та двоє синів 11-річний Максим і 6-річний Данило.
Наказом міністра оборони Леоніда Дергача нагороджено Орденом Богдана Хмельницького ІІІ ступеню та присвоєне чергове військове звання старшого лейтенанта (посмертно).
В грудні 2017 року Леонід Валентинович був удостоєний найвищої народної нагороди: Ордена Народний Герой України (посмертно).

## Нагороди та звання
- Орден Богдана Хмельницького ІІІ ступеня, за особисту мужність і самовідданість, виявлені у захисті державного суверенітету та територіальної цілісності України, вірність військовій присязі (01.02.2017; посмертно)[6][7].
- Відзнака Начальника Генерального Штабу — Нагрудний знак «Учасник АТО»
- Відзнака УПЦ КП — Медаль «За жертовність і любов до України» (посмертно)
- Орден «Народний Герой України» (16.12.2017, посмертно)[8][9]
- Пам'ятні нагрудні знаки «За Україну, За її Волю», «За участь в боях 72 ОМБР», «Гвардія»
- Пам'ятна відзнака "За оборону Волновахи"
- Пам'ятна медаль «Матері миру» (посмертно)
- Почесний громадянин Хотинського району (06.04.2017; посмертно)[10].

## Вшанування пам'яті
- 18-19 лютого 2017 року в місті Чернівці на базі спортивного залу Буковинського державного медуніверситету відбувся чемпіонат області з пауерліфтингу серед дорослих, ветеранів, юніорів та юніорок. Чемпіонат було присвячено пам'яті чотирьох спортсменів Федерації пауерліфтингу Чернівецької області, які загинули в зоні АТО, — це Леонід Дергач, Віктор Піцул, Ігор Крисоватий та Андрій Галай[11].
- 25 травня 2017 року у Зарожанському НВК відкрито меморіальну дошку на честь випускника школи Леоніда Дергача[12].
- 24 серпня 2017 року, на День Незалежності України, в селі Зарожани Хотинського району відкрили меморіальну дошку-стелу Леоніду Дергачу[13].

## Наукові публікації
- Дергач Л. В. Криміналістична характеристика вимагань, вчиненими організованими злочинними групами / Юридична Україна. — 2007. — № 9. — С. 67-72.
- Дергач Л. В., Кушнір Н. М. Кримінальне процесуальне право України: навчально-методичний посібник / Чернівці: Чернівецький нац. ун-т, 2011. — 116с.
- Дергач Л. В. Розслідування вимагань, вчинених організованими злочинними групами, у сучасних умовах: автореф. дис. … канд. юрид. наук : 12.00.09 / Нац. акад. внутр. справ. — К., 2011. — 20 с.

## Дивіться також
- Список українських спортсменів, тренерів і функціонерів, що загинули під час Революції гідності чи внаслідок російської агресії в Україні